# Comorella
Comorella spectabilis es una especie de araña araneomorfa de la familia Linyphiidae. Es el único miembro del género monotípico Comorella.

## Distribución
Es un endemismo de las Islas Comoras. 